# Annetta Turrisi Colonna
Annetta Turrisi Colonna (Palermo, 4 agosto 1820 – Castelbuono, 14 febbraio 1848) è stata una pittrice italiana.

## Biografia
Nata dal barone Mauro Turrisi di Bonvicino e da Emilia Colonna, era sorella del politico Nicolò Turrisi Colonna e della poetessa Giuseppina Turrisi Colonna, e studiò disegno con Agatino Sozzi, Giuseppe Patania e Salvatore Lo Forte.
Realizzò opere sia a sfondo religioso che paesaggi della provincia di Palermo.
Come sua sorella, riposa nella chiesa di San Domenico a Palermo, mentre sulla facciata di palazzo Asmundo dove nacque, a Palermo in corso Vittorio Emanuele, è stata apposta una lapide in sua memoria e di sua sorella.

## Opere
Alcune delle sue opere si trovano presso la Società siciliana di Storia Patria, la galleria regionale della Sicilia di Palazzo Abatellis e la Galleria d'arte moderna Sant'Anna a Palermo.
- XIX secolo, Madonna col Bambino e San Giovannino, dipinto proveniente dall'Albergo dei Poveri e custodito nella Cappella Neoclassica del Museo diocesano di Monreale.